# 5170 Sissons
5170 Sissons este un asteroid din centura principală de asteroizi.

## Descriere
5170 Sissons este un asteroid din centura principală de asteroizi. A fost descoperit pe 3 martie 1987 la Stația Anderson Mesa de Edward L. G. Bowell. El prezintă o orbită caracterizată de o semiaxă mare de 3,03 ua, o excentricitate de 0,06 și o înclinație de 10,3° în raport cu ecliptica.